# Gang Xu
Gang Xu (en chino tradicional, 徐剛; en chino simplificado, 徐刚; pinyin, Xú Gāng, 28 de enero de 1984) es un ciclista chino.

## Biografía
Gang Xu comenzó su carrera en 2005 con el equipo chino Marco Polo. En su primer año, terminó tercero del Tour del Mar de la China Meridional. Al año siguiente corrió para el equipo Skil-Shimano y, más tarde se uniría como stagiaire al conjunto Lampre-Fondital. Tras estas experiencias volvió a Asia con el equipo de Hong Kong. En 2008 acabó segundo del campeonato de China y ganó el Tour del Mar de la China Meridional.

## Palmarés
2007
- Campeonato de China en Ruta

2008
- Tour del Mar de la China Meridional
- 2.º en el Campeonato de China en Ruta

2009
- Campeonato de China en Ruta

2011
- 1 etapa del Tour de Corea

2012
- Campeonato de China en Ruta

## Resultados en Grandes Vueltas
| Carrera | Carrera         | 2010 | 2011 | 2012 | 2013 | 2014 | 2015 | 2016 |
| ------- | --------------- | ---- | ---- | ---- | ---- | ---- | ---- | ---- |
|         | Giro de Italia  | —    | —    | —    | —    | —    | Ab.  | —    |
|         | Tour de Francia | —    | —    | —    | —    | —    | —    | —    |
|         | Vuelta a España | —    | —    | —    | —    | —    | —    | —    |

—: no participa
Ab.: abandono